# Chusé Antón Santamaría Loriente
Chusé Antón Santamaría Loriente (nascut a Ayerbe, (Osca) el 1950) és un escriptor en aragonès.
Durant la seua infància es va criar en un ambient de pares i amics que encara feien servir amb assiduïdat l'aragonès. Va fer els estudis de magisteri i els de filologia francesa, i treballa a Saragossa. La seua preocupació per la seua llengua li va portar a acostar-se a l'associació Rolde de Estudios Aragoneses i a Consello d'a Fabla Aragonesa. Col·labora en les revistes Comarca d'a Galliguera, Papirroi, Fuellas, i Luenga & fablas.
És autor dels llibres Chugar e charrar (2003), de Tradizión oral d'Ayerbe, de Aragonés ta primaria (2013), Aragonés en l'aula (2017) i Sapienzia en purnas (2017).
Participa amb altres amb poesia i narració en aragonès: Sopas de tremonzillo (2007), In verbo tuo (2009), As trias de as alas (2005), Güello de paxaro (2007), Arpa de bronze (2009), Premi de Relats Luis del Val el 2010 con A zagaleta que no conoxeba o mar i (Premi literari Vila de Siétamo el 2013) con O fondo d'o mirallo.